# پزشکی کودکان

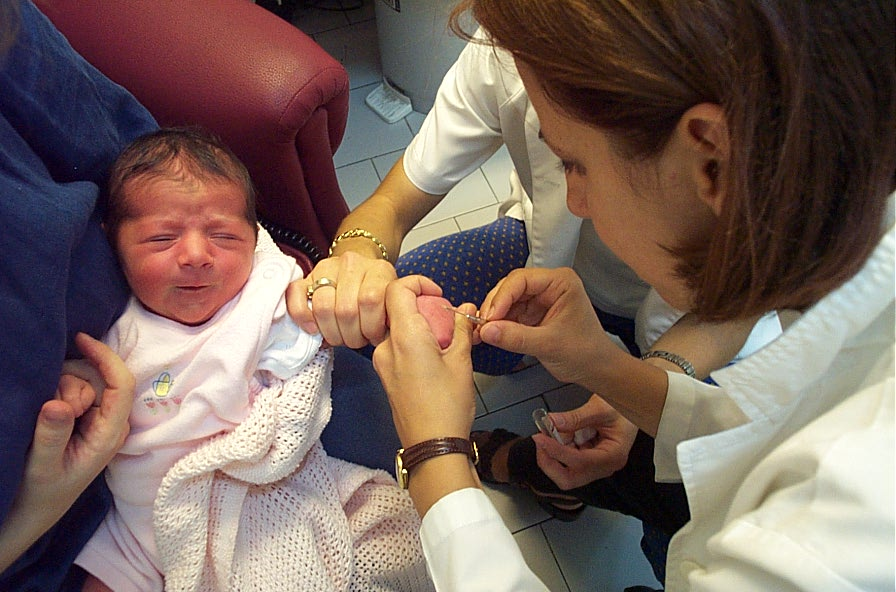
نئوناتولوژی یک شاخهٔ تخصصی از پزشکی کودکان است.

پزشکی کودکان (به انگلیسی: Pediatrics) از شاخه‌های اصلی پزشکی است که با عناوین دیگری همچون بیماری‌های کودکان، طب کودکان و طب اطفال نیز شناخته می‌شود.

## پیشینه

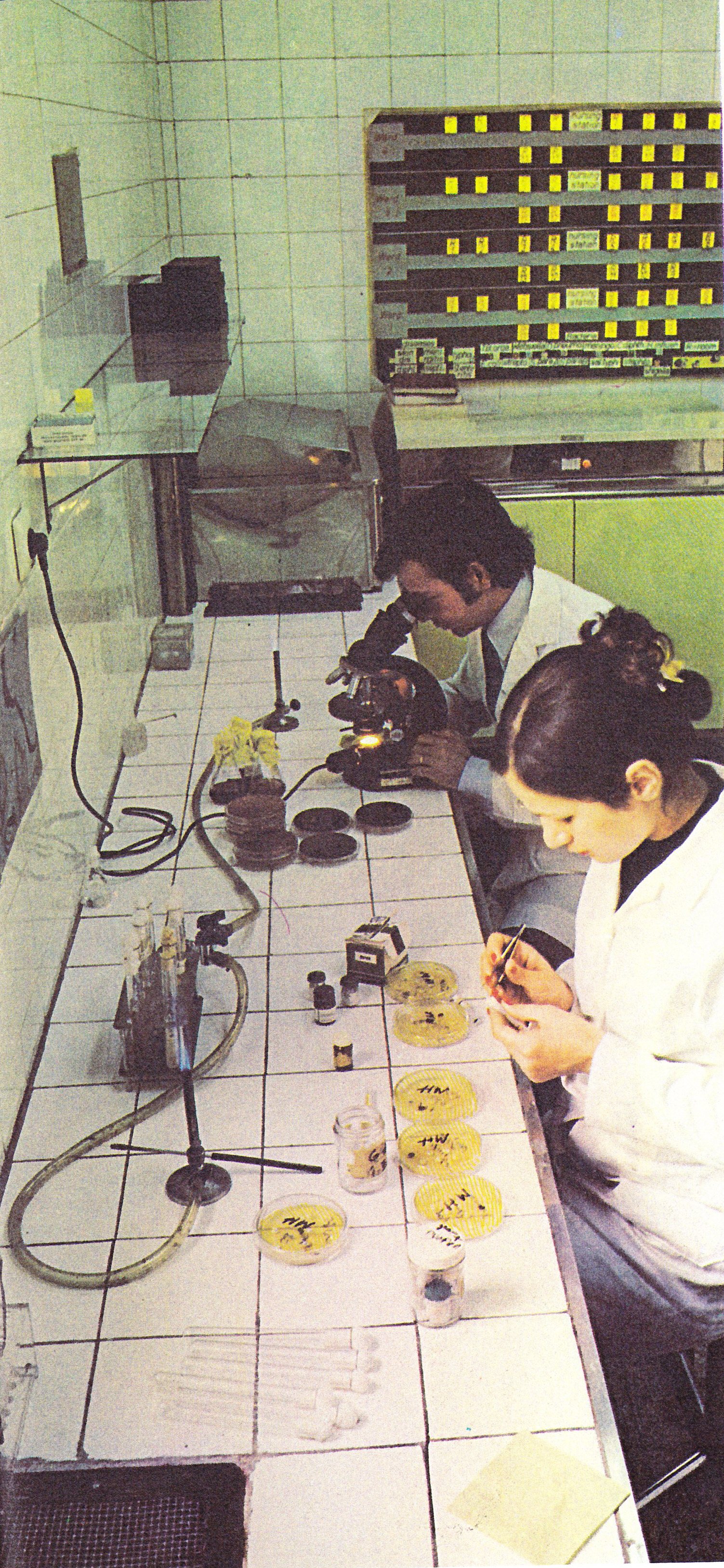
آزمایشگاهی در یک بیمارستان کودکان در تهران در سال ۱۳۵۱

نخستین نوشته اختصاصی راجع به امراض کودکان به زکریای رازی نسبت داده شده‌است و از این رو برخی همانند مورخ انگلیسی سایریل الگود او را پدر طب اطفال قلمداد کرده‌اند.

### ایران
آموزش پزشکی کودکان در ایران برای اولین بار در دانشگاه تهران با تشکیل گروه کودکان به همت دکتر محمد قریب آغاز شد. این گروه اولین گروه آموزشی کودکان در سطح دانشگاه‌های کشور است که از دهه ۱۳۲۰ تشکیل شده و فعالیت‌های آموزشی و پژوهشی خود را در سطح دوره عمومی پزشکی آغاز نموده‌است.
آموزش تخصصی رشته کودکان از سال ۱۳۴۸ با تأسیس اولین بیمارستان تخصصی کودکان (مرکز طبی کودکان) در تهران آغاز شد و اولین گروه فارغ التحصیلان رشته تخصصی کودکان در سال ۱۳۵۰ فارغ‌التحصیل شدند. ازسال ۱۳۵۵ آموزش فوق تخصصی رشته کودکان در بیمارستان مرکز طبی کودکان در رشته بیماری‌های کلیه کودکان آغاز شد که با وقوع انقلاب اسلامی برای چند سال متوقف و مجدداً از سال ۱۳۶۵ آغاز گردید.

## شاخه‌ها
رشته‌های فوق تخصصی کودکان که در حال حاضر در ایران وجود دارد شامل بیماری‌های کلیه کودکان (نفرولوژی اطفال)، بیماری‌های خون و سرطان اطفال، بیماری‌های عفونی کودکان، بیماری‌های قلب کودکان، بیماری‌های گوارش کودکان، بیماری‌های غدد و متابولیک کودکان، بیماری‌های ایمونولوژی و آلرژی کودکان، بیماری‌های روماتولوژی کودکان، بیماری‌های ریه کودکان، بیماری‌های مغز و اعصاب کودکان، روانپزشکی کودکان و رشته فوق تخصصی نوزادان می‌باشد.

## مراکز برجسته
در ایران
- بیمارستان مرکز طبی کودکان ایران

بیمارستان کودکان حضرت علی اصغر (ع)
بیمارستان کودکان مفید 
در دیگر نقاط جهان
- بیمارستان شراینرز برای کودکان
- بیمارستان تحقیقاتی اطفال سنت جود
- مؤسسه ملی بهداشت کودکان و توسعه انسانی ایالات متحده آمریکا
- بیمارستان کودکان فیلادلفیا
- بیمارستان کودکان تگزاس
- بیمارستان کودکان مرسی
- مرکز پزشکی کودکان دالاس